# PKP Cargo

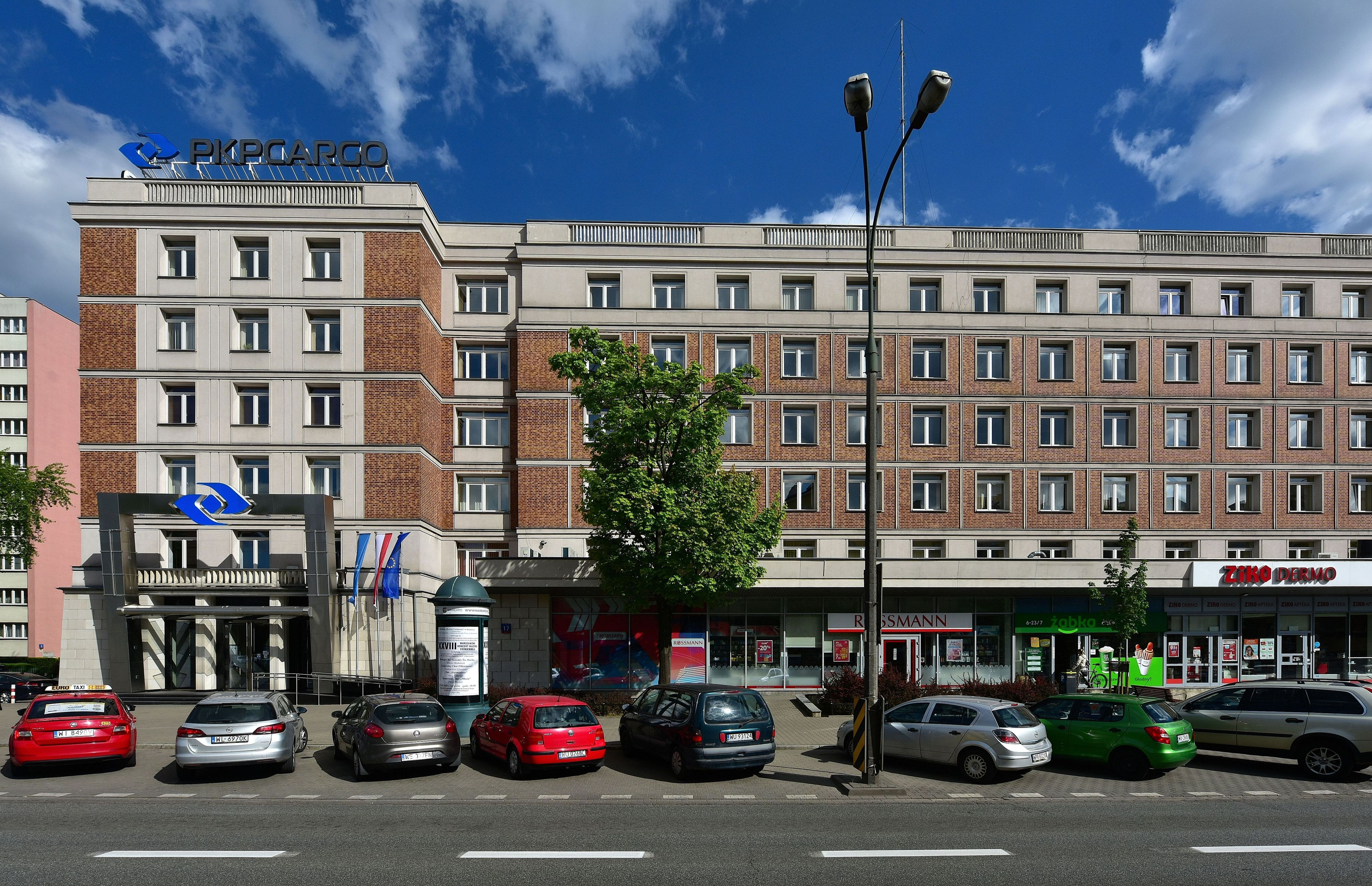
Firmenzentrale PKP Cargo in Warschau

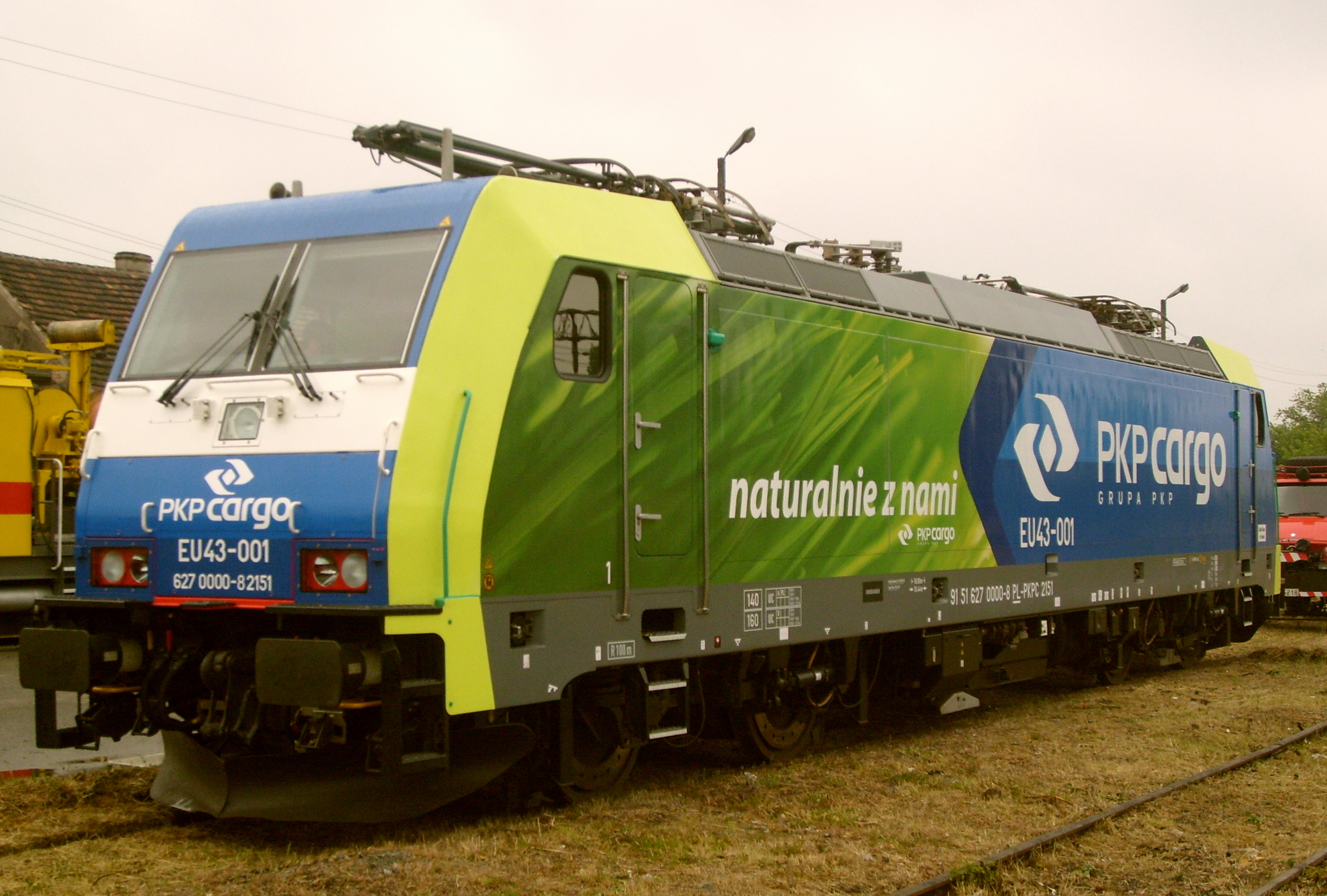
Bombardier-Traxx-Lokomotive in der PKP-Cargo-Lackierung

PKP Cargo ist ein börsennotierter polnischer Logistikkonzern mit Sitz in Warschau.
Das Unternehmen ist das größte Transportunternehmen Polens im Schienengüterverkehr und das zweitgrößte in Tschechien (durch das Tochterunternehmen PKP Cargo International). Neben diesen beiden Märkten ist PKP Cargo zudem in sieben weiteren Ländern der europäischen Union aktiv: Litauen, Slowakei, Ungarn, Slowenien, Österreich, Deutschland und den Niederlanden.:11
Die Aktie des Unternehmens wird an der Warschauer Wertpapierbörse gehandelt, war bis Dezember 2019 in deren Leitindex WIG30 und bis zum 8. Juli 2024 im polnischen Mittelwerteindex mWIG40 enthalten.

## Geschichte
PKP Cargo wurde 2001 von der staatlichen Eisenbahngesellschaft Polskie Koleje Państwowe (PKP) als Tochtergesellschaft ausgegliedert.
2013 gab das Staatsunternehmen seinen Börsengang bekannt, dabei wurden zunächst 49,9 Prozent der Aktien platziert. Nach der Übernahme des privaten Konkurrenten PCC Logistics durch die Deutsche Bahn im Jahr 2009 kündigte PKP Cargo im Gegenzug einen Ausbau der Aktivitäten im zentraleuropäischen Ausland an.

## Flotte
PKP Cargo betreibt 1.250 GPS-gestützte Lokomotiven und 67.000 Güterwagen. Es werden Lokomotiven folgender Baureihen eingesetzt:
- ET22
- ET41
- ET42
- EU07
- SM03
- SM30
- SM31
- SM42
- SM48
- ST43
- ST44
- ST45
- ST48
- SU46 / ST46